# Diecezja Pinar del Rio
Diecezja Pinar del Rio (łac. Dioecesis Pinetensis ad Flumen) – rzymskokatolicka diecezja na Kubie należąca do metropolii San Cristobal de la Habana. Została erygowana 20 lutego 1903 roku.

## Ordynariusze
- Braulio Orue-Vivanco (1903–1904)
- José Manuel Dámaso Rúiz y Rodríguez (1907–1925)
- Evelio Díaz-Cía (1941–1959)
- Manuel Pedro Rodríguez Rozas (1960–1978)
- Jaime Ortega (1978–1981)
- José Siro González Bacallao (1982–2006)
- Jorge Enrique Serpa Pérez (2006–2019)
- Juan de Dios Hernández Ruiz (od 2019)